# 10866 Перу
10866 Перу (10866 Peru) — астероїд головного поясу, відкритий 14 липня 1996 року.
Тіссеранів параметр щодо Юпітера — 3,496.